# Церковь Казанской иконы Божией Матери (Еропкино)
Храм Казанской иконы Божией Матери (Казанская церковь) — приходской православный храм в селе Еропкино Данковского района Липецкой области. Построен в 1782 году. Входит в состав Данковского благочиния Елецкой епархии Русской православной церкви. Здание храма является объектом культурного наследия и находится под охраной государства.

## История строительства храма
Деревянная церковь Казанской Пресвятой Богородицы в селе Еропкино упоминается в окладных книгах 1676 года. При храме на тот период имелось церковной земли 20 четвертей в поле, а также сенных покосов на 20 копен. В приходе числились кроме двора попова, дьячкова, пономарёва и просвирницы, 38 дворов крестьян. В 1734 году значится 126 дворов, а в 1755 году — 216.
Вместо деревянной ветхой церкви в 1772 году начато строительство каменного храма, постройкой занимался помещик Михаил Алексеевич Еропкин.
27 сентября 1782 года на освящение выстроенной Казанской церкви была выдана грамота за № 2415.
Возведение колокольни при храме начато помещиком Ошаниным 12 июля 1821 года. Однако его смерть остановила строительство. Только в 1860 году строительство продолжилось и было окончено в 1862 году. Придельная церковь в 1861 году была значительно распространена, а в 1867 году вокруг церкви была возведена каменная ограда.
В советское время здание храма было брошено, строение обветшало.

## Современное состояние
В последние годы силами прихожан храм восстанавливается. Территория возле церкви очищена от растительности, оштукатурен и покрашен в голубой цвет фасад здания, в оконные проёмы вставлены стеклопакеты, установлен новый купол. В храм были переданы иконы, сооружён престол, однако иконостаса пока ещё нет. Из соседнего села постоянно приглашается священник для проведения церковных служб и обрядов.